# Campanula mollis
La campanilla de roca o Campanula mollis, es una especie botánica de planta anual de la familia Campanulaceae. 

## Descripción
Planta rupícola con toda su parte vegetativa cubierta de apretado vello grisáceo, lo que le da un aspecto aterciopelado y tierno. Como en casi todas las especies de campanillas las hojas basales son algo diferentes de las que ascienden por el tallo. Las flores son pocas pero muy llamativas, tienen corolas grandes de color azul, garganta clara y forma acampanada.

## Distribución y hábitat
En el sur de España y en el norte de África. Enraiza en grietas de montañas y en peñascos calizos.

## Taxonomía
Campanula mollis fue descrita por Carlos Linneo y publicado en Species Plantarum, Editio Secunda 1: 237. 1762.
Etimología
Campanula: nombre genérico diminutivo del término latíno campana, que significa "pequeña campana", aludiendo a la forma de las flores.
mollis: epíteto latino que significa "blando, suave"
Citología
Número de cromosomas de Campanula mollis (Fam. Campanulaceae) y táxones infraespecíficos: n=13